# Joke van de Velde
Joke Van de Velde (Gand, 28 dicembre 1979) è una modella belga, incoronata Miss Belgio 2000 in qualità di rappresentante delle Fiandre Orientali.
Grazie alla vittoria del titolo, la van de Velde ha ottenuto il diritto di rappresentare il Belgio sia a Miss Mondo 2000 che a Miss Universo 2000.
In seguito, Joke van de Velde ha intrapreso la carriera di personaggio televisivo, partecipando all'edizione per celebrità del Grande fratello nel 2001 e recitando in alcune serie televisive come F.C. De Kampioenen nel 2003 e Monster! nel 2011.
È inoltre rimasta molto attiva nell'organizzazione dei concorsi regionali legati a Miss Belgio che cura dal 2003.